# Sparrenknobbelspin
De sparrenknobbelspin (Gibbaranea omoeda) is een spinnensoort uit de familie wielwebspinnen. De spin komt wel in België voor, maar niet in Nederland.
Het vrouwtje is zo'n 9 tot 10 millimeter lang, het mannetje 7 tot 8 mm. De sparrenknobbelspin komt voor in bergachtige gebieden in de buurt van sparren.